# San Marcos (Salvador)
Pour les articles homonymes, voir San Marcos.
San Marcos est une municipalité du département de San Salvador au Salvador, située dans une vallée à 8 km au sud-est de la capitale San Salvador.
La population était de 75 635 habitants en 2007.